# Wisła Krakov SSA
Wisla Krakov je poljski nogometni klub iz Krakova. Jedan je od najvećih poljskih klubova.

## Uspjesi
Ekstraklasa
- Prvak: 1927., 1928., 1949., 1950., 1951., 1978., 1999., 2001., 2003., 2004., 2005., 2008., 2009., 2011.

Poljski nogometni kup
- Osvajač: 1926., 1967., 2002., 2003., 2024.

Poljski superkup
- Osvajač: 2001.

## Poznati igrači
- Jakub Błaszczykowski
- Paweł Brożek
- Osman Chavez
- Ryszard Czerwiec
- Dariusz Dudka
- Tomasz Frankowski
- Marcelo Guedes
- Kew Jaliens
- Andraž Kirm
- Kamil Kosowski
- Radosław Majdan
- Patryk Małecki
- Kazimierz Moskal
- Sergei Pareiko
- Radosław Sobolewski
- Mirosław Szymkowiak
- Kalu Uche
- Maciej Żurawski

## Vanjske poveznice
- Službena stranica